# إبراهيم باشا الخادم
إبراهيم باشا الخادم (بالتركية: Hadım İbrahim Paşa) (1473م – 1563م) كان رجل دولة عثماني من أصل بوسني من القرن السادس عشر، وكان خصيًّا بدء حياته ضمن خدم حرملك النساء بالقصر العثماني ثم ترقى في المناصب وأصبح حاكمًا للأناضول ثم رُشّح عام 1544 وزيرًا رابعًا ، وفي أثناء الحملة الثانية من الحرب العثمانية الصفوية ، حصل على منصب نائب حاكم إسطنبول، ووصل إلى رتبة وزير ثالث، ثم عُيّن وزيرًا ثانيًا في عام 1553م، ثم عُيّن مرة أخرى نائبًا لحاكم العاصمة من عام 1553م إلى عام 1555م، وبعد عودة السلطان إلى إسطنبول أُجبر على التقاعد بسبب كبر سنه و توفي إبراهيم باشا عام 1562م.

## لقبه
لقب "خادم" (بالتركية: hadım) في اللغة التركية معناه "خصي"، وذلك لزوما لدخوله الحرملك وخدمة نساء القصر، ومن تلك الطائفة ظهر الكثير منهم ممن ترقى وأصبح قائدا عسكريا أو وزيرا، مثل شهاب الدين شاهين باشا الخادم.

## حياته
وُلد في سنجق البوسنة، وأصبح "أغا البوابة" (بالتركية: Kapı ağası) في حريم قصر طوب قابي في عهد السلطان سليمان القانوني، وهم من الخصيان البيض.
عُين حاكمًا على الأناضول، وفي سنة 1544م عُين الوزير الرابع. في عامي 1548م-1549م، خلال الحملة الثانية من الحرب العثمانية الصفوية، حصل على منصب نائب حاكم إسطنبول، ووصل إلى رتبة الوزير الثالث. عُين وزيرًا ثانيًا في عام 1553م، بعد اغتيال ولي العهد شهزاد مصطفى نيابة عن السلطان، أرسله سليمان القانوني - الذي كان متمركزًا في حلب آنذاك - إلى بورصة لخنق أبناء مصطفى. عُين مرة أخرى نائبًا لحاكم العاصمة من عام 1553م إلى عام 1555م، وبعد عودة السلطان إلى إسطنبول، أُجبر على التقاعد بسبب تقدمه في السن. تُوفي إبراهيم باشا سنة 1562م. كان يتبع أسلوب حياة متواضعًا وكان من بين القلائل من خصيان البلاط الذين نالوا بالإجماع سمعة عالية.
في عام 1562م، تزوج من فاطمة سلطان، ابنة السلطان سليم الأول والأخت الشقيقة للسلطان سليمان الأول، لكنه توفي بعد فترة وجيزة، في عام 1563م.

## إرثه
في عام 1551م كلف إبراهيم باشا الخادم مهندس البلاط معمار سنان ببناء مسجد له في إسطنبول، هو جامع إبراهيم باشا الخادم في حي بوابة سيليفري. في 21 يناير/كانون الثاني 1562م، كما أنشأ وقفًا، وكان مخولًا بإدارة العديد من المؤسسات في الجزء الغربي من إسطنبول.